# Łazar Popowski
Łazar Popowski, mac. Лазар Поповски (ur. 19 maja 1974 w Skopju) – macedoński kajakarz górski, olimpijczyk. Wystąpił w igrzyskach olimpijskich w 1992 roku, w Barcelonie w reprezentacji Niezależnych Uczestników Olimpijskich (pod flagą MKOl), oraz w igrzyskach w 1996, w 2000 oraz w 2004 roku już jako reprezentant Macedonii. Nie zdobył żadnych medali.

## Letnie Igrzyska Olimpijskie 1992 w Barcelonie
| Konkurencja | I zjazd | I zjazd | II zjazd | II zjazd | Klas. końcowa | Klas. końcowa |
| Konkurencja | Czas    | Miejsce | Czas     | Miejsce  | Punkty        | Miejsce       |
| ----------- | ------- | ------- | -------- | -------- | ------------- | ------------- |
| Slalom K-1  | 2:03,82 | 32.     | 2:05,72  | 28.      | 123,82        | 34.           |

## Letnie Igrzyska Olimpijskie 1996 w Atlancie
| Konkurencja | I zjazd | I zjazd | II zjazd | II zjazd | Klas. końcowa | Klas. końcowa |
| Konkurencja | Czas    | Miejsce | Czas     | Miejsce  | Punkty        | Miejsce       |
| ----------- | ------- | ------- | -------- | -------- | ------------- | ------------- |
| Slalom K-1  | 2:39,53 | 21.     | 2:38,30  | 21.      | 158,30        | 29.           |

## Letnie Igrzyska Olimpijskie 2000 w Sydney
| Konkurencja | I zjazd | I zjazd | II zjazd | II zjazd | Klas. końcowa eliminacji | Klas. końcowa eliminacji | Finał                 | Finał                 | Finał                 |
| Konkurencja | Czas    | Miejsce | Czas     | Miejsce  | Punkty                   | Miejsce                  | Czas                  | Punkty                | Miejsce               |
| ----------- | ------- | ------- | -------- | -------- | ------------------------ | ------------------------ | --------------------- | --------------------- | --------------------- |
| Slalom K-1  | 2:10,37 | 16.     | 2:12,33  | 14.      | 266,60                   | 17.                      | → Nie awansował dalej | → Nie awansował dalej | → Nie awansował dalej |

## Letnie Igrzyska Olimpijskie 2004 w Atenach
| Konkurencja | I zjazd | I zjazd | II zjazd | II zjazd | Klas. końcowa eliminacji | Klas. końcowa eliminacji | Finał   | Finał  | Finał   |
| Konkurencja | Czas    | Miejsce | Czas     | Miejsce  | Punkty                   | Miejsce                  | Czas    | Punkty | Miejsce |
| ----------- | ------- | ------- | -------- | -------- | ------------------------ | ------------------------ | ------- | ------ | ------- |
| Slalom K-1  | 1:36,92 | 8.      | 1:36,14  | 6.       | 196,06                   | 6. Q                     | 1:40,80 | 100,80 | 16.     |